# 李檀
李檀（1507年—？），字子薦，河南衛輝府汲縣人，民籍，明朝政治人物。

## 生平
嘉靖十三年（1534年）甲午科河南鄉試第五名舉人。嘉靖二十三年（1544年）中式甲辰科會試第三百十七名，登第三甲第十八名進士。授颍上县知县。

## 家族
曾祖李十三；祖父李順；父李景和，母康氏。永感下。兄梅、橘、楠。